# Pritchardia perlmanii
Espèce
Statut de conservation UICN

 EN A1ce+2ce, B1+2abcde, C1+2a : En danger
 (1998 - needs updating) 
Pritchardia perlmanii est une espèce de plantes de la famille des Arecaceae.

## Répartition
Cette espèce est endémique de l'île Kauai à Hawaï.

## Publication originale
- Novon 8(1): 18. 1998.